# Tjärnet (Älvsereds socken, Västergötland)
Tjärnet är en sjö i Falkenbergs kommun i Västergötland och ingår i Ätrans huvudavrinningsområde.